# Spelmansmusik

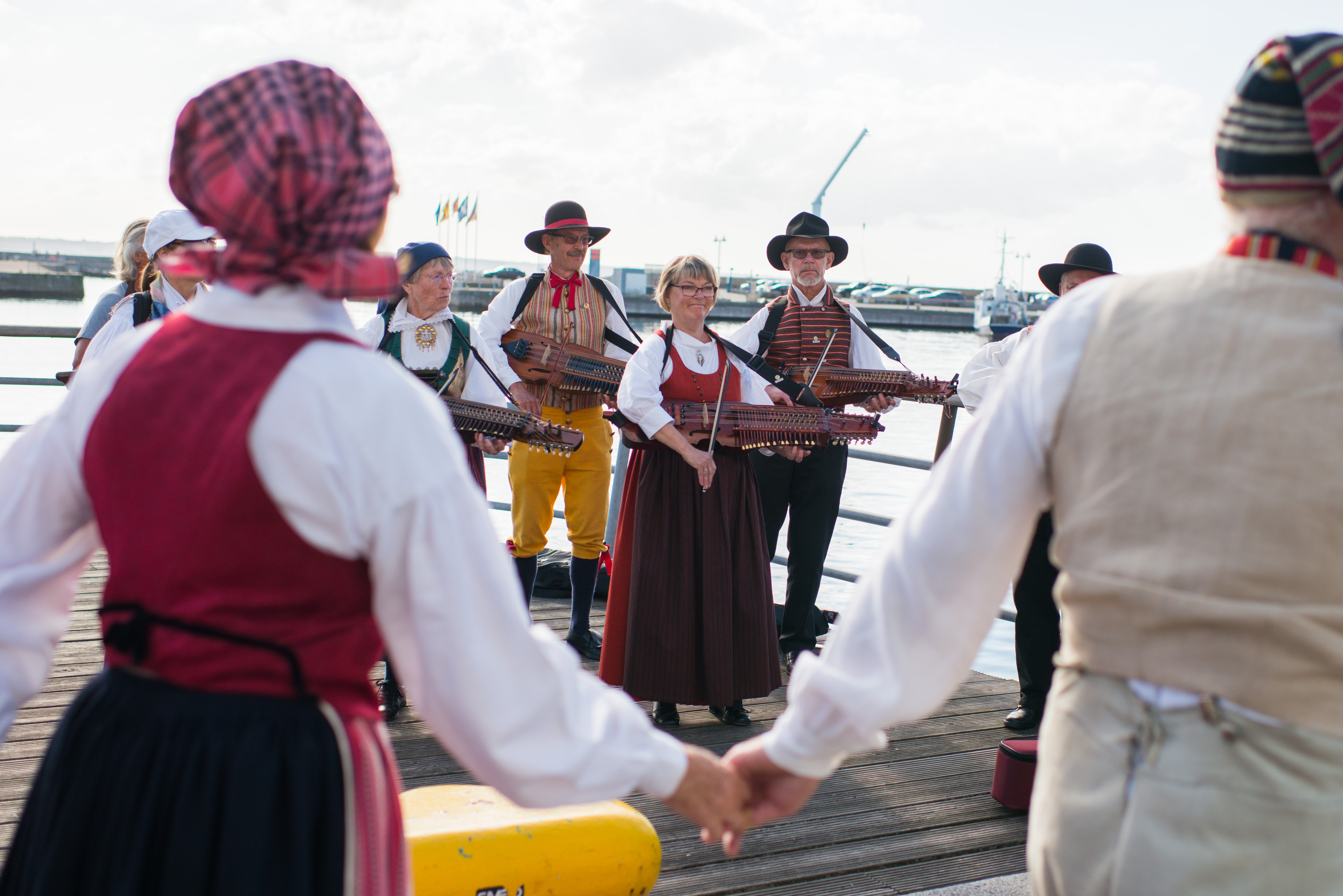
Spelmän med nyckelharpor under en folkdansuppvisning på Europeaden 2015 i Helsingborg.

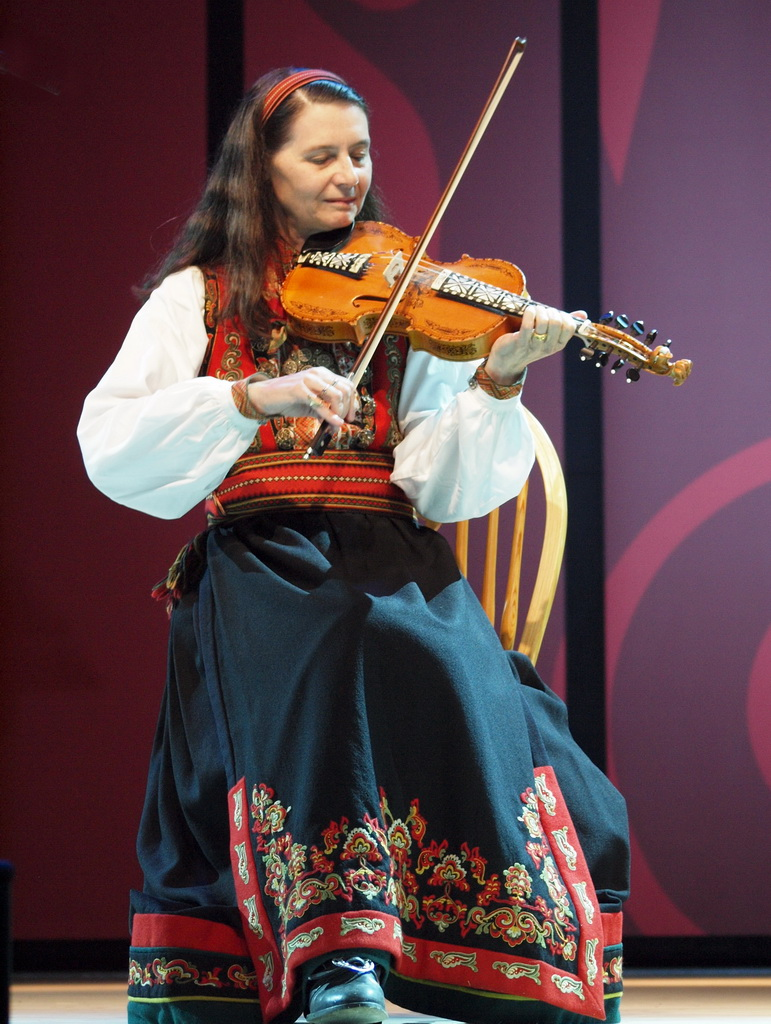
Den amerikanske hardingfelespelaren Loretta Kelley i Seljord, Telemark fylke, Norge 2011.

Spelmansmusik är den typ av nordisk folkmusik som spelats och spelas till dans eller i andra sociala sammanhang som till exempel till festmåltider, när man gått eller för att ha trevligt på kvällar. Spelmansmusik är den vanligaste typen av svensk folkmusik, och det som nordbor oftast tänker på när man säger bara "folkmusik". De regionala skillnaderna inom varje land är stora, så det är oftast mer relevant att prata om spelmansmusik från olika regionala traditioner än från olika länder. Vid sidan om spelmansmusiken har de nordiska länderna även andra folkmusiktraditioner; i Sverige och Norge finns till exempel fäbodkulturen med de musiktraditioner som hör dit — vallmusik på näverlurar, kohorn och spelpipor (enkla flöjter) av olika slag — medan Finland har sin kantele och runosång. Spelmansmusiken i de svenskspråkiga delarna av Finland ligger typmässigt närmare den svenska. 
Melodierna inom spelmansmusiken går i olika dansrytmer, som inte ursprungligen kommer från de nordiska länderna. Istället var de från början den europeiska överhetens modedanser, som så småningom spred sig ner genom folklagren och blev kvar där efter att de blivit omoderna på slotten och herresätena. Många av dessa dansrytmer återfinns även i andra delar av Europa. En del av dem har även använts i klassisk musik och används ibland som satsbeteckningar. 

## Danser
De flesta av de danser som dansades och dansas till spelmansmusik är pardanser. Till undantagen hör menuetten, som visserligen dansas parvis, men paren är uppställda på ett led. Den fortlever fortfarande i Svenska Österbotten i Finland men återfinns även i uppteckningar på sina håll i Sverige. Det finns även ringdanser som dansas utan uppdelning i par. Andra undantag är gånglåtar och marscher som oftast går under benämningen brudmarscher. Den vanligaste dansrytmen är polska, som går i tre fjärdedelstakt. I den vanligaste typen av polska betonas första och tredje taktslaget. Det finns oerhört många varianter av polskarytmen, som upptecknats på olika platser. Oftast hör ett särskilt sätt att dansa polska ihop med sättet att spela dem. Andra vanliga dansrytmer var och är schottis, snoa, hambo, mazurka och vals. Till de mer ovanliga dansrytmerna hör engelska och halling. 
Ofta kan tolkningen av en låt variera mellan olika tillfällen den spelas. Spelmäns personlighet och humör påverkar hur de spelar en låt. Om de spelar till dans påverkas dansare av spelmannens tolkning av låten, som påverkas av dansarnas sätt att tolka musiken i sin dans, osv.

## Instrument
Spelmansmusik är oftast fiolbaserad, men traditionellt har den även framförts på exempelvis klarinett och senare dragspel. Nyckelharpa förekommer i Sverige, och i vissa trakter av Norge finns en särskild typ av fiol med resonanssträngar, hardangerfela.